# Alois Anderka
Alois Anderka (25. června 1825, Nové Lublice – 6. dubna 1886, Moravská Ostrava) byl druhým moravskoostravským starostou.

## Život
Narodil se v rodině zahradníka a do Moravské Ostravy přišel v roce 1848 jako účetní spedičního obchodu. V roce 1851 se do Moravské Ostravy natrvalo přestěhoval. V polovině padesátých let 19. století převzal špeditérství, jehož zakladatelem byl Adalbert Lux, otec Antona Luxe.
V roce 1858 se Anderka stal předsedou spolku ostravských právovárečných měšťanů. Tato významná a čestná funkce dokládá, že v té době třiatřicetiletý politik byl již brán jako řádný člen zdejší komunity. V roce 1861 byl zvolen do obecního výboru a stal se radním, v roce 1864 pak byl zvolen starostou. Téhož roku ovdověl, avšak hned v dalším roce se znovu oženil.
Během prusko-rakouské války byla Moravská Ostrava obsazena pruskými vojsky. Alois Anderka nejenom, že spolupracoval s okupačními silami, přijal navíc z jejich rukou také místo prozatímního okresního hejtmana v Místku. Tuto spolupráci však v žádném případě nelze označovat za kolaboraci, neboť Anderka byl znám jako „Rakušan starého ražení“ a neudělal by nic, co by poškodilo monarchii. Také mnozí lidé tehdy vnímali tuto válku jako bratrovražednou a Prusy nevnímali jako nepřátele na život a na smrt. Anderkovi se mimořádným úsilím podařilo minimalizovat škody, které přítomnost pruských vojsk znamenala pro malé město (mj. dokázal odvrátit hrozbu rozsáhlých kontribucí). Jako uznání těchto zásluh byl po uzavření míru vyznamenán císařem.
Kromě této válečné epizody je třeba vyzdvihnout i další starostovy zásluhy. Roku 1868 Moravská Ostrava získala povolení k založení hlavní školy. V roce 1869 jel Anderka v čele deputace moravskoostravských radních do Vídně a vyjednal zde umístění nádraží nově budované Ostravsko-Frýdlantské dráhy (dnešní nádraží Ostrava-střed). Plynové veřejné osvětlení bylo vybudováno roku 1870, nový městský hřbitov založen v roce 1871 a byla také zřízena přípojka městského vodovodu z Vítkovic.
Investiční akce spojené s výkupem pozemků však způsobily deficit městské pokladny ve výši 170 tisíc zlatých. Je pravděpodobné, že proto v roce 1873 již Anderka zvolen starostou nebyl. Na komunální politiku však nezanevřel a nadále působil v obecním výboru. Zemřel ve věku 61 let na těžkou plicní chorobu. Obyvatelé na něj vzpomínali jako na pilného a oblíbeného starostu.